# Břečťan popínavý č. 336
Břečťan popínavý č. 336, polsky Bluszcz pospolity nr 336, je přírodní památka a solitéra břečťan popínavý (Hedera helix L.). Nachází se v městském parku Park im. Miasta Roth w Raciborzu ve městě Racibórz (Ratiboř) v okrese Ratiboř v jižním Polsku. Geograficky se nachází v nížině Ratibořská kotlina v regionu Horní Slezsko a ve Slezském vojvodství.

## Další informace
Vzrostlá popínavá rostlina - samičí exemplář dvoudomého a celoročně zeleného břečťanu popínavého, roste na nakloněném a odumřelém smrku ztepilém. Kvete na konci podzimu a plody dozrávají na jaře, čímž se výrazně odlišuje od většiny rostlin. Důvodem ochrany je výrazná mohutnost, unikátnost rostliny, výrazný a velký lodyžní stonek a vědecká hodnota. Podle údajů z roku 2008:
| Výška stromu:                   | 19,0 m     |
| Obvod kmene (ve výčetní výšce): | 0,52 m     |
| Ochranné pásmo:                 | ze zákona  |
| Odhad stáří stromu k roku 2018  | asi 80 let |

Strom je celoročně volně přístupný a chráněný od roku 2008.

## Galerie

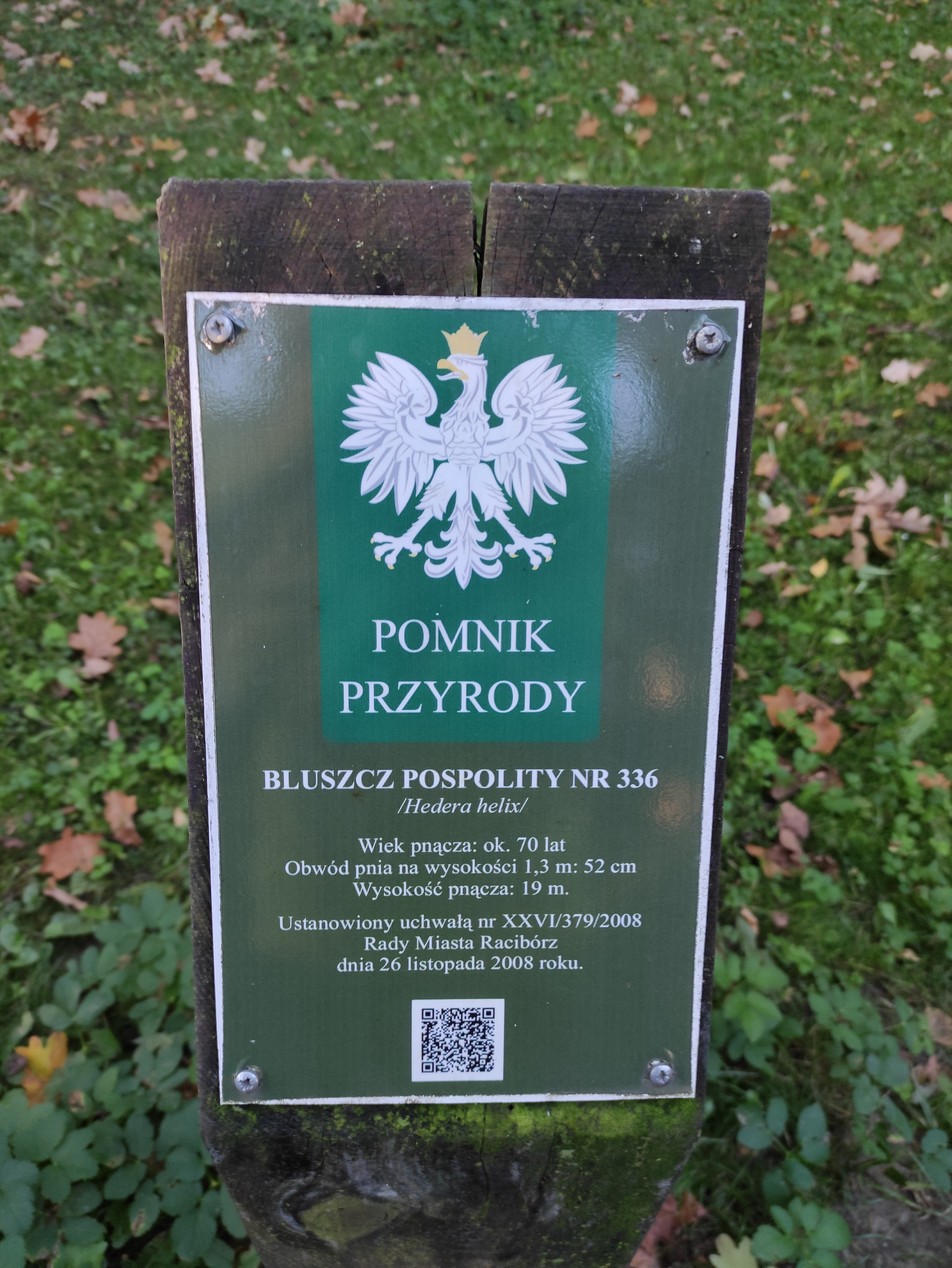
Informační panel nedaleko stromu
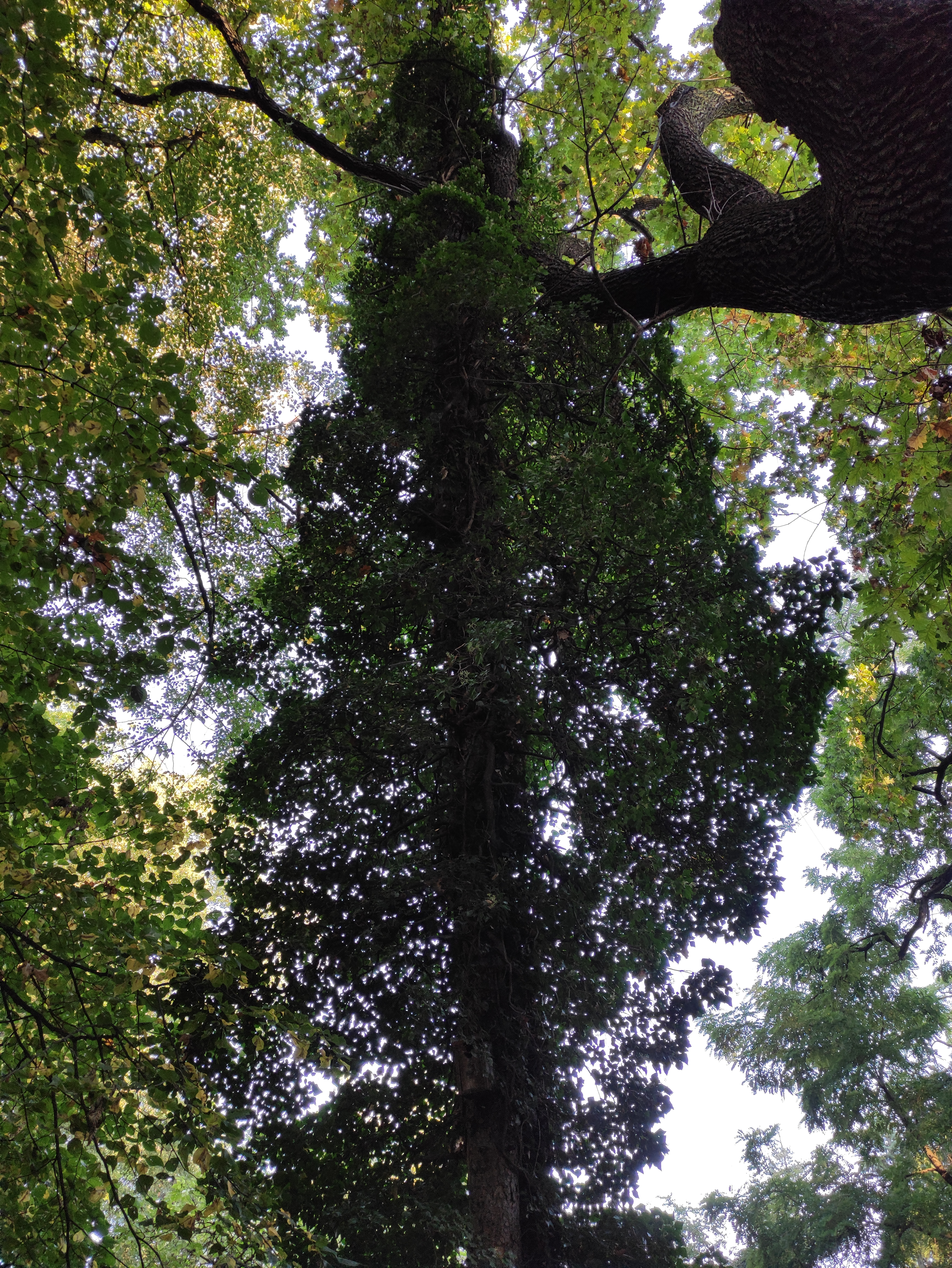
Pohled do koruny stromu
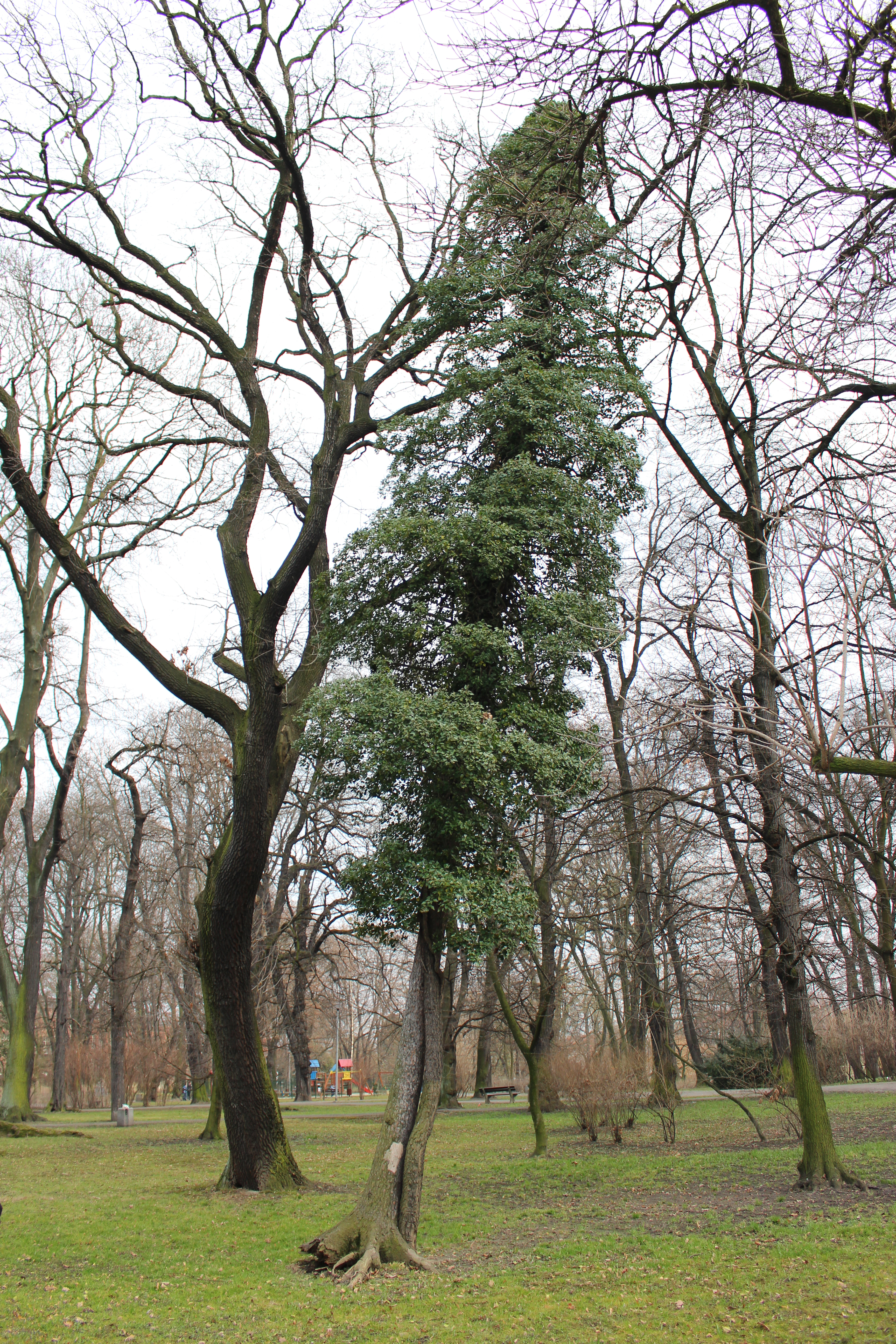
Pohled na strom v parku